# Cañizar del Olivar
Cañizar del Olivar ist eine spanische Gemeinde in der Provinz Teruel, die zur Autonomen Region Aragonien gehört. Sie ist Teil der Comarca (Kreis) Cuencas Mineras. 2024 hatte die Gemeinde 111 Einwohner. 

## Lage
Cañizar del Olivar liegt circa 55 Kilometer nordnordöstlich der Provinzhauptstadt Teruel in einer Höhe von ca. 955 m.

## Bevölkerungsentwicklung
| Jahr      | 1970 | 1981 | 1991 | 2001 | 2011 | 2021 |
| Einwohner | 168  | 138  | 120  | 104  | 149  | 118  |

## Sehenswürdigkeiten
- Kirche Mariä Himmelfahrt (Iglesia de Nuestra Señora de la Asunción)